# Vladïmïr Logïnov
Vladïmïr Evgenʹyevïç Logïnov (in kazako Владимир Евгеньевич Логинов?, in russo Владимир Евгеньевич Логинов?, Vladimir Evgen'evič Loginov; Oral, 5 gennaio 1974) è un ex calciatore kazako, di ruolo attaccante.